# هيرومي ساتو
هيرومي ساتو (باليابانية: 佐藤ひろ美؛ بالكانا: さとう ひろみ) هي مغنية وسيدة أعمال ومغنية مؤلفة ومؤدية صوت يابانية، ولدت في 10 ديسمبر 1970 في إيواته في اليابان.

## وصلات خارجية
- الموقع الرسمي
- هيرومي ساتو على موقع IMDb (الإنجليزية)
- هيرومي ساتو على موقع ميوزك برينز (الإنجليزية)
- هيرومي ساتو على موقع ديسكوغز (الإنجليزية)
- هيرومي ساتو على موقع قاعدة بيانات الفيلم (الإنجليزية)